# Chen Jing (volleybollspelare)
Chen Jing, född 3 september 1975 i Chengdu, är en kinesisk volleybollspelare. Hon blev olympisk guldmedaljör i volleyboll vid sommarspelen 2004 i Aten.